# زمین‌لرزه مه ۱۹۱۴ اندونزی
زمین‌لرزه اندونزی  در تاریخ ۲۶ مه ۱۹۱۴ میلادی، برابر با ‎۴ خرداد ۱۲۹۳، ساعت ۱۴:۲۲:۴۲ به زمان یوتی‌سی در اندونزی رخ داد. بزرگی آن ۷٫۹ در مقیاس Mw اعلام شده‌است. زمین‌لرزه به وقت محلی در روز سه‌شنبه، ساعت ۲۳ روی داده و منطقه زمانی آن یوتی‌سی +۹ بوده‌است .
سازمان زمین‌شناسی آمریکا نیز جای این زمین‌لرزه را در مختصات ۲°جنوبی ۱۳۷°شرقی / ۲°جنوبی ۱۳۷°شرقی و بزرگی آنرا برابر با ۷٫۹ در مقیاس ریشتر اعلام کرده‌است. ژرفای گزارش شده از سوی این سازمان ۶۰ کیلومتر می‌باشد.
سونامی نیز در این زلزله گزارش شده‌است.